# Huy (Gemeinde)
Huy ([hyː] „Hüh“) ist eine Gemeinde im Landkreis Harz in Sachsen-Anhalt.

## Geografie
Die Gemeinde Huy liegt im Bereich des gleichnamigen Höhenzugs. Nachbargemeinden sind Osterwieck, die Kreisstadt Halberstadt, Schwanebeck, die Verbandsgemeinde Westliche Börde im Landkreis Börde, die Samtgemeinde Heeseberg im niedersächsischen Landkreis Helmstedt und die Samtgemeinde Elm-Asse im niedersächsischen Landkreis Wolfenbüttel.

## Politik

### Gemeindegliederung
Die Gemeinde Huy als Einheitsgemeinde entstand am 1. April 2002 aus der aufgelösten Verwaltungsgemeinschaft Huy durch den freiwilligen Zusammenschluss der elf bis dahin selbständigen Mitgliedsgemeinden. Diese bilden die Ortsteile:
| Ortschaft          | Einwohner a | Die Ortschaften von Huy (anklickbare Karte) |
| ------------------ | ----------- | ------------------------------------------- |
| Aderstedt          | 345         | Die Ortschaften von Huy (anklickbare Karte) |
| Anderbeck          | 531         | Die Ortschaften von Huy (anklickbare Karte) |
| Badersleben        | 918         | Die Ortschaften von Huy (anklickbare Karte) |
| Dedeleben          | 951         | Die Ortschaften von Huy (anklickbare Karte) |
| Dingelstedt am Huy | 1375        | Die Ortschaften von Huy (anklickbare Karte) |
| Eilenstedt         | 888         | Die Ortschaften von Huy (anklickbare Karte) |
| Eilsdorf           | 338         | Die Ortschaften von Huy (anklickbare Karte) |
| Huy-Neinstedt      | 156         | Die Ortschaften von Huy (anklickbare Karte) |
| Pabstorf           | 617         | Die Ortschaften von Huy (anklickbare Karte) |
| Schlanstedt        | 939         | Die Ortschaften von Huy (anklickbare Karte) |
| Vogelsdorf         | 275         | Die Ortschaften von Huy (anklickbare Karte) |

Die Gemeindeverwaltung befindet sich in Dingelstedt.

### Gemeinderat und Bürgermeister
Sitzverteilung im Gemeinderat nach der Kommunalwahl am 26. Mai 2019:
| Partei / Liste | Sitze | Stimmenanteil |
| CDU            | 10    | 50,0 %        |
| Die Linke      | 3     | 13,5 %        |
| SPD            | 1     | 05,5 %        |
| WG Badersleben | 2     | 29,5 %*       |
| FWV            | 1     | 29,5 %*       |
| WG APD**       | 2     | 29,5 %*       |
| SV „Olympia“   | 1     | 29,5 %*       |

* In der Landesstatistik werden die Wählergruppen zusammengefasst.     ** APD = Aderstedt, Pabstorf, Dedeleben
Am 15. März 2009 wurde Thomas Krüger (CDU) mit 68,8 Prozent zum Bürgermeister gewählt. Er wurde am 13. März 2016 mit 100 Prozent wiedergewählt. Er war der einzige Kandidat. Krüger wurde bei der Landtagswahl im Juni 2021 als Abgeordneter in den Landtag von Sachsen-Anhalt gewählt und trat in der Folge zum 1. Juli 2021 als Bürgermeister zurück. Bis zur Neuwahl am 26. September 2021 wurde die Gemeinde geschäftsführend durch die bisherige stellvertretende Bürgermeisterin und Kämmerin, Eileen Trumpf, geleitet. Am 17. Oktober 2021 wurde Maik Berger (SPD) in einer Stichwahl zum Bürgermeister gewählt und trat am 1. Dezember 2021 das Amt an.

### Wappen
| | Blasonierung: „Gespalten von Silber und Grün; vorn 5 (2:2:1) steigende grüne Buchenblätter, hinten 6 (2:2:2) silberne Schilfstengel mit Blatt.“ |
| Wappenbegründung: Die Farben der Gemeinde sind Grün - Weiß (Silber). Die neugebildete Einheitsgemeinde machte von der Möglichkeit Gebrauch und übernahm das Wappen der aufgelösten Verwaltungsgemeinschaft Huy. Die Gestaltung basiert auf den natürlichen Gegebenheiten der hiesigen Landschaft, in der die 11 Ortsteile angesiedelt sind. 5 Dörfer liegen an den Hängen des Huy, sie werden durch 5 Buchenblätter symbolisiert (auf dem Rücken des Huy befinden sich vorwiegend Buchenbestände). 6 Orte liegen am Rand des Großen Bruchs, sie werden durch 6 Schilffrüchte mit Schilfblatt (im Volksmund „Bumskolben“ genannt) symbolisiert. Das Wappen wurde von der Heraldikerin Erika Fiedler aus Magdeburg gestaltet und am 19. Juli 2002 durch das Regierungspräsidium Magdeburg genehmigt. | |

### Flagge
Die Flagge ist grün - weiß (1:1) gestreift mit dem aufgelegten Wappen der Gemeinde.

## Wirtschaft und Infrastruktur

### Wirtschaft
Durch das Gemeindegebiet verläuft die Ferienstraße Straße der Romanik, die zu historischen Bauwerken in ganz Sachsen-Anhalt führt. Die Wirtschaft wird hauptsächlich von verschiedenen Kleinunternehmen und der Landwirtschaft geprägt. In Pabstorf befindet sich ein Unternehmen für Reisemobil- und Servicefahrzeugbau, in Dedeleben ist eine Kerzenmanufaktur ansässig.

### Verkehr
Durch das Gemeindegebiet verläuft die Bundesstraße 244 von Wernigerode über Helmstedt nach Wittingen. Der ÖPNV wird durch Linienbusse durchgeführt. Die ehemals durch das Gemeindegebiet verlaufende Bahnstrecke Jerxheim–Nienhagen wird nicht mehr betrieben. Die nächsten Bahnhöfe befinden sich in Halberstadt und Heudeber-Danstedt an der Bahnstrecke Halle–Vienenburg / Bahnstrecke Heudeber-Danstedt–Bad Harzburg.

## Sehenswürdigkeiten
Die Baudenkmale der Gemeinde sind in der Liste der Kulturdenkmale in Huy eingetragen, die Bodendenkmale in der Liste der Bodendenkmale in Huy (Gemeinde).

### Gebäude

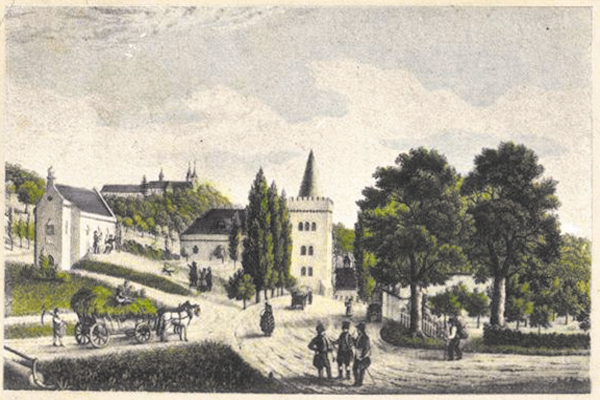
Roederhof, auf der Bergkuppe im Hintergrund die Huysburg

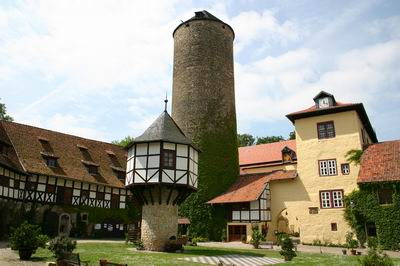
Die Burg Westerburg im Ortsteil Dedeleben

- Das 1080 gegründete und 1972 wiederbegründete Benediktinerkloster Huysburg bei Dingelstedt, eine Station der Straße der Romanik
- Die Pfarrkirche St. Trinitatis in Aderstedt vom Ende des 17. Jahrhunderts mit einer sehenswerten, reichen Ausstattung.
- Der Röderhof mit Schloss von 1830 unterhalb der Huysburg
- Burg Westerburg, die älteste erhaltene Wasserburg Deutschlands

### Gedenkstätten
- Grabstätten auf dem Ortsfriedhof des Ortsteiles Pabstorf für zwei Polen, die während des Zweiten Weltkrieges nach Deutschland verschleppt und Opfer von Zwangsarbeit wurden
- Gedenkstein auf dem Ortsfriedhof in Dingelstedt am Huy zur Erinnerung an die während des Zweiten Weltkrieges nach Deutschland verschleppten Frauen, die bei der Explosion in der Munitionsfabrik Huy 1944 Opfer von Zwangsarbeit wurden

## Persönlichkeiten

### Söhne und Töchter der Gemeinde
- Henning Arnisaeus (um 1575–1636), Mediziner, Philosoph und Politiker, geboren in Schlanstedt
- Valentin Kühne (1656–1707), Holzbildschnitzermeister, geboren in Anderbeck
- Georg Tegetmeyer (1687–1764), Organist und Komponist, geboren in Badersleben
- Johann Heinrich Friedrich Müller (1738–1815), Schauspieler, Schriftsteller und Lustspieldichter, geboren in Aderstedt
- Gottlob Wiedebein (1779–1854), Kapellmeister und Komponist, geboren in Eilenstedt
- Friedrich Heinrich Roloff (1830–1885), Lehrer der Tierheilkunde, geboren in Badersleben
- Wilhelm Rimpau (1842–1903), Saatgutzüchter und Agrarwissenschaftler, geboren in Schlanstedt
- Hermann Kahmann (1881–1943), Reichstagsabgeordneter der SPD, geboren in Schlanstedt
- Ernst Winter (1893–1958), Lehrer und Politiker, geboren in Eilenstedt
- Otto Paulmann (1899–1986), Buchhändler und Verleger, geboren in Dedeleben
- Hans Jaenisch (1907–1989), Maler, Aquarellist, geboren in Eilenstedt
- Harald Friese (* 1945), Politiker, Bürgermeister a. D. von Heilbronn, Mitglied des Bundestages 1998–2002, geboren in Badersleben
- Andreas Henke (* 1962), Politiker (Die Linke), seit 2007 Oberbürgermeister von Halberstadt, geboren in Dingelstedt

### Personen mit Bezug zu Huy
- Ludolf Hermann Müller (1882–1959), Bischof der Evangelischen Kirchen der Kirchenprovinz Sachsen, war 1922–1927 Pfarrer in Dingelstedt
- Bruno Löwenberg (1907–1994), war 1952–1953 Regens des Priesterseminars auf der Huysburg
- Olaf Wegewitz (* 1949), Maler und Grafiker, lebt in Huy-Neinstedt
- Thomas Krüger (* 1962), Politiker (CDU), 2009–2021 Bürgermeister der Gemeinde Huy, seit 2021 Mitglied des Landtags von Sachsen-Anhalt